# Kazu Huggler
Kazu Huggler (* 1969 in Tokio) ist eine schweizerisch-japanische Modedesignerin, Künstlerin, Kulturvermittlerin und Gründerin des Labels KAZU.

## Leben

### Herkunft und Ausbildung
Kazu Huggler wurde in Tokio als Tochter einer japanischen Mutter und eines Schweizer Vaters geboren, was ihr eine frühe Vertrautheit mit den kulturellen Einflüssen beider Länder ermöglichte. Bis zu ihrem elften Lebensjahr besuchte sie in Tokio traditionell japanische Schulen, bevor sie mit ihrer Familie nach Zürich zog. Nach dem Abschluss der Eidgenössischen Matura in Zürich studierte sie Japanische Kunstgeschichte und Ästhetik an der Keio University in Tokio.
Zurück in Zürich setzte Huggler ihre Ausbildung an der Zürcher Hochschule der Künste fort und vollendete ihr Studium im Modedesign am Central Saint Martins College of Art and Design in London.

### Frühe berufliche Laufbahn
Kazu Hugglers berufliche Laufbahn begann mit ersten Erfahrungen im Seidenhaus Fabric Frontline in Zürich, bevor sie in London bei Vivienne Westwood tätig war.

### KAZU
Im Jahr 2002 gründete sie ihr eigenes Label, KAZU.

Heute arbeitet Kazu Huggler als Designerin, Künstlerin und Kulturvermittlerin international. Sie präsentiert ihre Kreationen in kulturellen Einrichtungen, darunter in Kunstmuseen. Zur Feier des 10-jährigen Bestehens ihres Labels präsentierte sie eine Modenschau im Nezu-Museum in Tokio. Im Rahmen des 150. Jubiläums der diplomatischen Beziehungen zwischen Japan und der Schweiz fand ein Fashion Talk und eine Modenschau in der Residenz des Schweizer Botschafters in Tokio statt, wo Ihre Kaiserliche Hoheit, Kaiserin Michiko, an der Veranstaltung teilnahm. In Zürich wurden Kazu Hugglers Kreationen an verschiedenen Kunstinstitutionen und Galerien präsentiert, darunter im Museum Rietberg, Kunsthaus Zürich, Museum für Gestaltung Zürich, Haus Konstruktiv, Museum Bellerive, Hauser & Wirth, haus bill, Frédérique Hutter Art Concept, in der Christophe Guye Galerie und an den Festspielen Zürich.

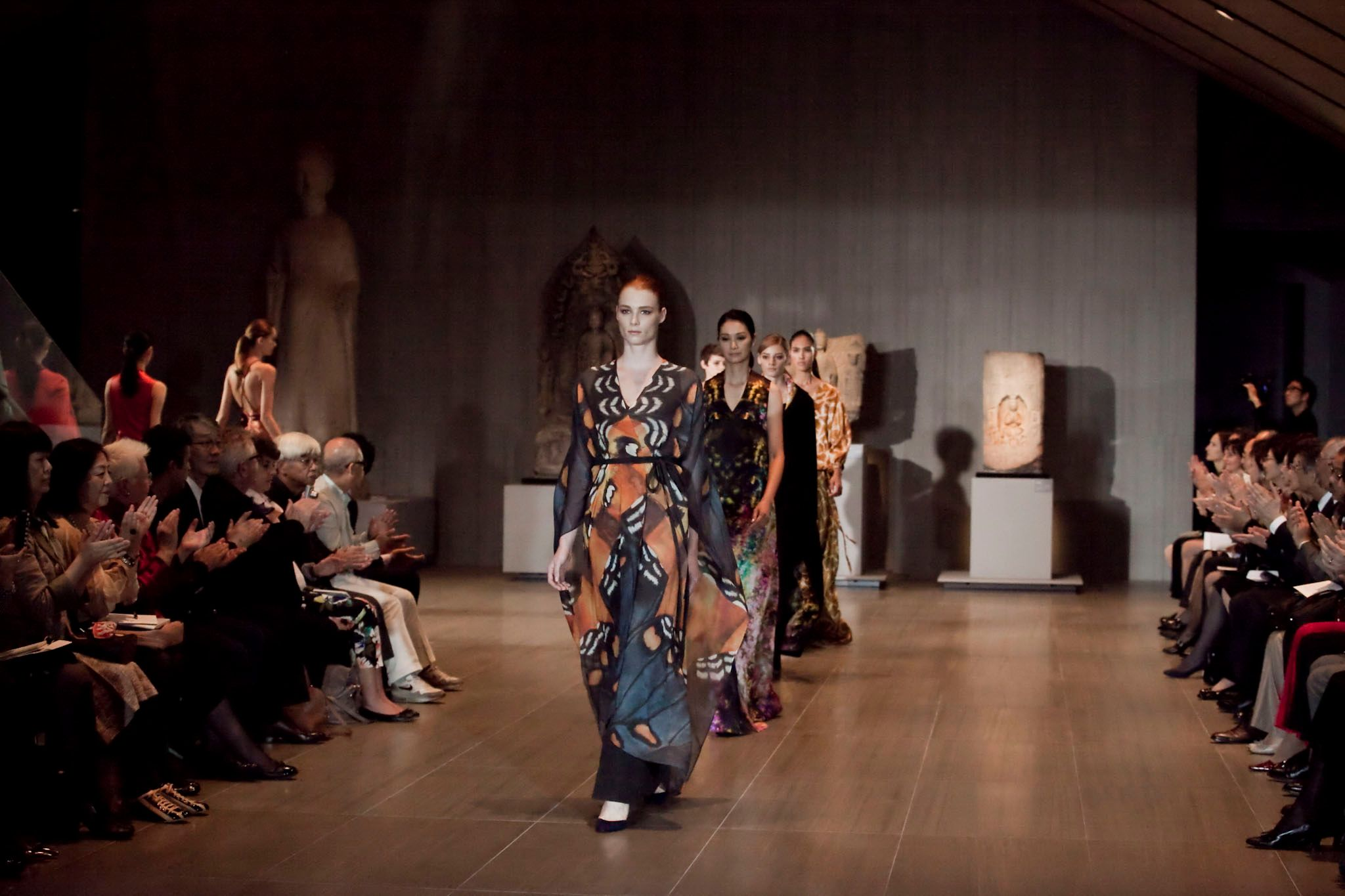
Ausstellung zum 10-jährigen Jubiläum im Nezu-Museum, Tokio

Im Jahr 2021 erwarben die Schweizerische Eidgenossenschaft, das Bundesamt für Kultur und die Stadt Zürich Werke aus ihrer TAN Couture Kollektion. Diese Kreationen bilden nun eine dauerhafte Leihgabe im Museum für Gestaltung Zürich und im Museum Rietberg.
Dieses Jahr wurde Kazu Huggler als Botschafterin für den 160. Jahrestag der diplomatischen Beziehungen zwischen Japan und der Schweiz ernannt.
Seit März 2011 ist Kazu Huggler aktiv an Restaurationsprojekten im Norden Japans beteiligt. Zusammen mit Bernina Schweiz spendete sie Nähmaschinen an die von Erdbeben betroffene Takata High School und anschließend an unabhängige lokale Nähgemeinschaften. In ihrem Engagement für den Aufbau und die Unterstützung fragiler Gemeinschaften, insbesondere für die Stärkung von Frauen, gründete Kazu Huggler die NPO Three Cranes Association, die sich darauf spezialisiert hat, kontinuierliche Arbeitsmöglichkeiten für Menschen in instabilen Lebensumgebungen zu bieten.

### Persönliches
Kazu Huggler lebt mit ihrem Mann und ihren Kindern in Zürich.